# Автомобільна федерація України
Громадська організація «Автомобільна федерація України» (Federation Automobile de l'Ukraine) (ФАУ, FAU) — міжнародна громадська організація, яка об'єднує громадян, які здійснюють діяльність у сфері автомобільного транспорту, спорту і туризму, займаються автомобільним спортом і туризмом та є учасниками дорожнього руху, для розвитку та популяризації автомобільного спорту та туризму.
Традиційно використовуються абревіатури: «FAU» та «ФАУ» — транслітерація абревіатури французького варіанту назви «Federation Automobile de l'Ukraine».
Президент — Костюченко Леонід Михайлович.

## Правовий статус ФАУ
Автомобільна Федерація України – заснована 2 липня 1992 року, об'єднує громадян, які здійснюють діяльність у сфері автомобільного транспорту, спорту і туризму, займаються автомобільним спортом і туризмом та є учасниками дорожнього руху, для розвитку та популяризації автомобільного спорту та туризму, захисту прав споживачів товарів та послуг для автомобілістів, права на свободу пересування, сприяння безпеці дорожнього руху, представництва та захисту законних прав та інтересів, задоволення суспільних, зокрема економічних, соціальних, культурних, спортивних, пізнавальних, освітніх потреб членів Федерації та інших осіб, відповідно до напрямів діяльності Федерації, сприяння розвитку їх здібностей і талантів.
ФАУ має більше ніж 20-річний досвід роботи з розвитку спорту і колективного прийняття рішень, з опорою на мережу відокремлених підрозділів, членів Комітетів та робочих груп — систему громадської підтримки ФАУ, якій довіряє та з якою співпрацює велика кількість партнерських організацій.
Через керівні органи ФАУ пройшло багато активних досвідчених фахівців автомобільної справи, яких очолювали Президенти ФАУ — кожний з яких зробив свій позитивний внесок у розвиток організації.
Автомобільна Федерація України за час свого існування зробила вагомий внесок в розвиток українського автомобілізму в цілому та автомобільного спорту зокрема.
Автомобільна Федерація України з 1998 року — національна федерація з автомобільного спорту, з 1992 року — член Міжнародної Автомобільної Федерації (FIA), Fédération Internationale de L'Automobile (FIA) в тому числі Міжнародної комісії картингу — FIA Commission internationale de karting — FIA (СІК-FIA), суб'єкт Олімпійського руху в Україні, уповноважена, згідно Закону України «Про фізичну культуру і спорт» та у відповідності до Наказу Держмолодьспорту України від 26 квітня 2013 року № 1421 та Договору № 6/6.2 від 27 лютого 2014 року, забезпечувати розвиток автомобільного спорту та має виключне право на організацію та проведення офіційних міжнародних та національних змагань з автомобільного спорту на території України.
Зокрема на Автомобільну федерацію України покладено обов'язки по:
- забезпеченню належного спортивного суддівства, підготовки та фахового контролю за дотриманням безпеки змагань, включених до Єдиного календарного плану фізкультурно-оздоровчих та спортивних заходів України та календарних планів фізкультурно-оздоровчих та спортивних заходів, які складаються органами місцевого самоврядування;
- забезпеченню дотримання вимог Постанови Кабінету Міністрів України від 18 грудня 1998 року № 2025 «Про порядок підготовки спортивних споруд та інших спеціальновідведених місць для проведення масових спортивних та культурно-видовищних заходів» та «Положення про медичне забезпечення спортивно-масових заходів», затвердженого наказом Міністерства охорони здоров'я України від 27.10.2008 № 614;
- забезпеченню проведення змагань з автомобільного спорту у відповідності до «Правил спортивних змагань з автомобільного спорту», затверджених МОНмолодьспорту України та міжнародних правил FIA.

Включення спортивних заходів з автомобільного спорту до Єдиного календарного плану фізкультурно-оздоровчих та спортивних заходів України та календарних планів фізкультурно-оздоровчих та спортивних заходів, які складаються органами місцевого самоврядування, здійснюється в порядку, встановленому Наказом Мінмолодьспорту України від 05.05.2015 № 1341 «Про затвердження Порядку складання календарних планів фізкультурно-оздоровчих та спортивних заходів» з врахуванням пропозиції Автомобільної федерації України.
Основу структури ФАУ складають 25 відокремлених підрозділів, які об'єднують членів ФАУ за територіальним принципом та Автомобільні Клуби — партнери ФАУ.

## Повноваження спортивної влади в автомобільному спорті
Згідно Міжнародного спортивного Кодексу FIA спортивна влада в Україні, щодо автомобільного спорту, у відповідності із Статутом FIA делегована ФАУ, тільки одній організації — члену FIA для прийняття усіх рішень по відношенню до організації, управління і розвитку автомобільного спорту.
Інформація про ФАУ на сайті FIA: [Архівовано 18 серпня 2016 у Wayback Machine.]
Інформація про ФАУ на сайті СІК-FIA: [Архівовано 19 квітня 2016 у Wayback Machine.]

## Структура ФАУ

### Керівні органи ФАУ
Конференція Федерації - вищий орган управління Федерації, яка складається з делегатів від відокремлених підрозділів та скликається в порядку, встановленому Статутом ФАУ.
Керівними органами Федерації є Конференція, Президія, Виконавча дирекція. Контролюючим органом Федерації є Ревізійна комісія.
Виконавча дирекція Федерації є керівним адміністративно-виконавчим органом Федерації.
Виконавча дирекція утворюється для організаційного, правового, інформаційного, фінансово-господарського та іншого забезпечення діяльності Федерації, її керівних та робочих органів, організації реалізації їх рішень, надання необхідної допомоги членам Федерації, відокремленим підрозділам Федерації та іншим особам з питань, передбачених цим Статутом і незаборонених законодавством для неприбуткових організацій.

### Президія
Між Конференціями керівництво діяльністю Федерації здійснює постійно діючий колегіальний керівний орган — Президія Федерації.
Діяльність Президії очолює Президент Федерації.

### Ревізійна комісія
Контроль за фінансово-господарською діяльністю Федерації, додержанням положень Статуту та виконанням рішень Конференції Президією, Президентом Федерації, Виконавчою Дирекцією, комітетами, іншими структурними підрозділами Федерації та членами Федерації, відокремленими підрозділами та їх Головами, здійснює Ревізійна Комісія Федерації.
Консультативно-дорадчі органи

### Рада Ветеранів
Створюється Конференцією ФАУ з метою залучення авторитетних автомобільних спортсменів, тренерів, інших фахівців всіх сфер діяльності FAU, створення механізму використання досвіду ветеранів для сприяння досягненню цілей діяльності FAU,

### Спостережна рада
Створюється Конференцією ФАУ з метою залучення досвіду і можливостей представників ділових кіл України та інших країн, органів державної влади та місцевого самоврядування, організацій-партнерів FAU, інститутів громадянського суспільства, осіб, які виконували обов'язки Президента FAU, до участі в діяльності FAU, сприянню досягнення цілей діяльності FAU.

### Рада відокремлених підрозділів
Створюється з метою залучення відокремлених підрозділів до обговорення основних напрямків діяльності FAU та відокремлених підрозділів, обговорення пропозицій щодо вдосконалення організаційної структури FAU та досягнення цілей діяльності FAU.

### Комісії ФАУ— робочі органи

##### З метою організації діяльності ФАУ у окремих напрямках діяльності Президія ФАУ утворює робочі органи— Комісії ФАУ
- Комісія автомобільного спорту ФАУ (КАС ФАУ) [Архівовано 8 серпня 2016 у Wayback Machine.]
- Комісія FAU з питань історії автомобілізації і історичних транспортних засобів (КІТЗ FAU) [Архівовано 8 серпня 2016 у Wayback Machine.]
- Комісія FAU з питань розвитку електричного транспорту і транспортних засобів на альтернативних джерелах енергії (КЕТ FAU) [Архівовано 7 серпня 2016 у Wayback Machine.]

### Комітети та робочі групи Комісій ФАУ— робочі органи
В рамках КАС ФАУ:
Дисциплінарні Комітети ФАУ:
- Комітет ралі ФАУ [Архівовано 24 червня 2016 у Wayback Machine.]
- Комітет кільцевих гонок ФАУ [Архівовано 9 серпня 2016 у Wayback Machine.]
- Комітет кросу ФАУ [Архівовано 8 серпня 2016 у Wayback Machine.]
- Комітет гірських гонок ФАУ [Архівовано 9 серпня 2016 у Wayback Machine.]
- Комітет дріфтингу ФАУ [Архівовано 9 серпня 2016 у Wayback Machine.]
- Комітет з Дрег Рейсінгу ФАУ [Архівовано 9 серпня 2016 у Wayback Machine.]
- Комітет історичних автомобілів ФАУ [Архівовано 9 серпня 2016 у Wayback Machine.]
- Комітет картингу ФАУ [Архівовано 22 липня 2016 у Wayback Machine.]
- Комітет ралі на серійних автомобілях ФАУ [Архівовано 9 серпня 2016 у Wayback Machine.]
- Комітет слалому ФАУ [Архівовано 9 серпня 2016 у Wayback Machine.]
- Комітет ФАУ з міні-ралі [Архівовано 24 березня 2015 у Wayback Machine.]
- Комітет позашляхових змагань ФАУ [Архівовано 9 серпня 2016 у Wayback Machine.]
- Підкомітет з трофі-рейдів Комітету позашляхових змагань ФАУ [Архівовано 9 серпня 2016 у Wayback Machine.]
- Підкомітет по крос-кантрі ралі Комітету позашляхових змагань ФАУ [Архівовано 9 серпня 2016 у Wayback Machine.]
- Комітет рекордів ФАУ (в процесі формування) [Архівовано 9 серпня 2016 у Wayback Machine.]
- Комітет «Тайм-Аттак» ФАУ [Архівовано 6 жовтня 2018 у Wayback Machine.]

Профільні Комітети ФАУ:
- Комітет безпеки змагань та медицини ФАУ [Архівовано 9 серпня 2016 у Wayback Machine.]
- Комітет офіційних осіб ФАУ [Архівовано 9 серпня 2016 у Wayback Machine.]
- Технічний комітет ФАУ (в процесі формування)
- Комітет спортсменів ФАУ [Архівовано 6 жовтня 2018 у Wayback Machine.]
- Комітет «Правил Чесної Гри ФАУ» [Архівовано 6 жовтня 2018 у Wayback Machine.]

Робочі групи КАС ФАУ:
- Робоча група КАС ФАУ з кантрі кросу і хард ендуро для квадроциклів [Архівовано 9 серпня 2016 у Wayback Machine.]
- Робоча група КАС ФАУ з тріалу та джип спринту [Архівовано 26 лютого 2017 у Wayback Machine.]

## Спортивна діяльність ФАУ (FAU)
Виконуючи статутні вимоги у галузі спорту та регламентуючі документи FIA, FAU:
- Розробляє та використовує правила, які призначені для сприяння та керівництва автомобільними змаганнями та заїздами на встановлення рекордів у відповідності з діючими міжнародними вимогами;
- Спостерігає за додержанням на території України вимог Міжнародного Спортивного Кодексу FIA;
- Надає можливість участі водіям з України у змаганнях за кордоном;
- Організовує Чемпіонати, національні та клубні змагання в Україні у відповідності з міжнародними регламентуючими документами;
- Інформує своїх членів про діяльність FIA та CIK-FIA та їх рішення;
- Представляє і захищає інтереси своїх членів у FIA;
- Сплачує необхідні членські та інші внески, встановлені Генеральною Асамблеєю FIA;

- Здійснює нагляд за технічним станом механічних транспортних засобів, що беруть участь у автомобільних змаганнях.

### Щорічно в Україні проводиться більше 14 Чемпіонатів та Кубків України у різних дисциплінах автомобільного спорту.
У 2019 році за Єдиним календарним планом фізкультурно-спортивних заходів України за поданням Автомобільної федерації України було проведено 141 змагання, в тому числі 70 етапів Чемпіонатів та Кубків України, у яких взяло участь більше 4000 спортсменів з усіх регіонів України.
Керівництво автомобільним спортом FAU проводить спираючись на Міжнародний Спортивний Кодекс FIA і Національний Спортивний Кодекс FAU та розроблені на їх основі регламентуючи документи.

### Змагання з автомобільного спорту згідно НСК ФАУ проводяться в Україні у таких дисциплінахавтомобільного спорту
- Змагання на історичних автомобілях [Архівовано 9 серпня 2016 у Wayback Machine.]
- Ралі [Архівовано 9 серпня 2016 у Wayback Machine.]
- Ралі на серійних автомобілях [Архівовано 9 серпня 2016 у Wayback Machine.]
- Міні-ралі [Архівовано 9 серпня 2016 у Wayback Machine.]
- Джип-спринт
- Крос-кантрі ралі [Архівовано 9 серпня 2016 у Wayback Machine.]
- Кантрі-крос [Архівовано 9 серпня 2016 у Wayback Machine.]
- Трофі-рейди [Архівовано 9 серпня 2016 у Wayback Machine.]
- Тріал [Архівовано 9 серпня 2016 у Wayback Machine.]
- Хард-ендуро
- Крос [Архівовано 9 серпня 2016 у Wayback Machine.]
- Кільцеві гонки
- Трекові гонки
- Тайм Аттак [Архівовано 9 серпня 2016 у Wayback Machine.]
- Картинг [Архівовано 9 серпня 2016 у Wayback Machine.]
- Гірські гонки [Архівовано 9 серпня 2016 у Wayback Machine.]
- Парні гонки
- Дрег Рейсінг [Архівовано 9 серпня 2016 у Wayback Machine.]
- Слалом [Архівовано 9 серпня 2016 у Wayback Machine.]
- Дріфтинг [Архівовано 9 серпня 2016 у Wayback Machine.]
- Змагання на електромобілях та автомобілях з альтернативними джерелам [Архівовано 9 серпня 2016 у Wayback Machine.]

## Довідково про ФАУ

### Президенти ФАУ
- 1992—1993 Кравчун Степан Іванович
- 1993—1996 Атоян Артем Карпович
- 1996—1999 Цибух Валерій Іванович
- 1999—2005 Цибух Валерій Іванович
- 2005—2008 Червоненко Євген Альфредович
- 2008—2011 Червоненко Євген Альфредович
- 2011—2013 Новицький Богдан Вікторович
- 2013—2014 Янукович Віктор Вікторович
- 2014—2015 Циплаков Руслан Петрович, віце-президент, виконувач обов'язків
- 2015—2015 Фельдман Олександр Михайлович, віце-президент, виконувач обов'язків
- 2015—2019 Костюченко Леонід Михайлович
- 2019—2023 Костюченко Леонід Михайлович
- 2023—2027 Фельдман Олександр Михайлович

### Головні події історії ФАУ
| 2 липня 1992      | Установча Конференція Автомобільної Федерації України. Заснування організації, прийняття Статуту. Обрання Президентом Степана Кравчуна                                                                  |
| 9 липня 1992      | Зареєстровано статут Автомобільної Федерації України, як громадської організації фізкультурно-спортивної спрямованості Міністерством України в справах молоді і спорту                                  |
| 9 жовтня 1992     | Визнана Генеральною Асамблеєю членом Міжнародної Автомобільної Федерації (FIA) (тимчасовий член на два роки)                                                                                            |
| 12 жовтня 1993    | Визнана Генеральною Асамблеєю активним членом Міжнародного Туристичного Альянсу (AIT) |
| 27 листопада 1993 | Звітно-виборна (ІІ) Конференція Автомобільної Федерації України. Обрання Президентом Артема Атояна. Обрання Почесним Президентом Степана Кравчуна                                                       |
| 1 січня 1994      | Визнана Генеральною Асамблеєю асоційованим членом Міжнародної організації виробників автомобілів (OICA)                                                                                                 |
| 9 березня 1994    | Автомобільна Федерація України зареєстрована як міжнародна громадська організація Міністерством юстиції України (Свідоцтво № 548), перереєстрація згідно вимог Закону України «Про об'єднання громадян» |
| 21 жовтня 1994    | Остаточний прийом у Міжнародну Автомобільну Федерацію |
| 24…25 лютого 1996 | Звітно-виборна (ІІІ) Конференція Автомобільної Федерації України. Обрання Президентом Валерія Цибуха |
| 21 лютого 1997    | IV (Звітна) Конференція Автомобільної Федерації України |
| 3 квітня 1998     | Автомобільна Федерація України рішенням Державного Комітету України з фізичної культури і спорту отримала статус «Національна спортивна федерація з автомобільного спорту»                              |
| 10 грудня 1998    | Автомобільну Федерацію України прийнято колективним членом Національного Олімпійського Комітету України. Постанова № 6 ІХ Генеральної Асамблеї НОК України                                              |
| 17 квітня 1999    | Звітно-виборна (V) Конференція Автомобільної Федерації України. Переобрання Президентом Валерія Цибуха. Обрання Почесним Президентом Олександра Скіпальського                                           |
| 16 серпня 2001    | Автомобільна Федерація України рішенням Державного Комітету України з фізичної культури і спорту поновила статус «Національної спортивної федерації з автомобільного спорту» на наступні 4 роки         |
| 30 листопада 2002 | Звітно-виборна (VI) Конференція Автомобільної Федерації України. Переобрання Президентом Валерія Цибуха. Обрання Почесним Президентом Олександра Міленіна                                               |
| 26 листопада 2005 | Звітно-виборна (VII) Конференція Автомобільної Федерації України. Обрання Президентом Євгена Червоненка                                                                                                 |
| 28 червня 2007    | Позачергова (VIII) Конференція Автомобільної Федерації України |
| 26 грудня 2008    | Звітно-виборна (IX) Конференція Автомобільної Федерації України. Переобрання Президентом Євгена Червоненка                                                                                              |
| 20 лютого 2009    | Автомобільній Федерації України наказом рішенням Міністерства України у справах сім'ї, молоді та спорту поновлено статус «Національної спортивної федерації з автомобільного спорту» на наступні 4 роки |
| 10 лютого 2010    | Автомобільну Федерацію України прийнято колективним членом Спортивного комітету України |
| 25 грудня 2011    | Звітно-виборна (X) Конференція Автомобільної Федерації України. Обрання Президентом Богдана Новицького                                                                                                  |
| 16 листопада 2012 | Автомобільна Федерація України на XXVII Генеральній асамблеї Національного олімпійського комітету України [Архівовано 10 червня 2016 у Wayback Machine.] визнана суб'єктом Олімпійського руху           |
| 17 лютого 2013    | Урочисте святкування 20-річчя Автомобільної Федерації України |
| 26 квітня 2013    | Автомобільній Федерації України наказом Державної служби молоді та спорту України поновлено статус «Національної спортивної федерації з автомобільного спорту» безстроково                              |
| 30 листопада 2013 | Звітно-виборна (ХІ) Конференція Автомобільної федерації України. Обрання Президентом Віктора Януковича                                                                                                  |
| 01 червня 2015    | Позачергова (ХІІ) Конференція Автомобільної федерації України. Обрання Президентом Леоніда Костюченка                                                                                                   |
| 27 травня 2017    | Чергова Конференція (XIII) Автомобільної федерації України |
| 27 травня 2019    | Чергова (XIV) Конференція Автомобільної федерації України. Переобрання Президентом Леоніда Костюченка                                                                                                   |
| 27 травня 2023    | Чергова (XV) Конференція Автомобільної федерації України. Обрання Президентом Олександра Фельдмана |